# Osmoxylon globulare
Osmoxylon globulare är en araliaväxtart som beskrevs av William Raymond Philipson. Osmoxylon globulare ingår i släktet Osmoxylon och familjen Araliaceae. Inga underarter finns listade.